# Shaka Loveless
Shaka Loveless, född 5 mars 1984 i Århus, är en dansk rappare och reggaesångare. 
Förutom att vara sångare i bandet The Gypsies har han också haft en framgångsrik solokarriär, framför allt med hiten "Tomgang" från 2012 som toppade den danska singellistan. 

## Diskografi

### Album
The Gypsies
- 2007: One Hand Up
- 2009: For the Feeble Hearted

Solo
- 2012: Shaka Loveless
- 2014: Det vi sku' miste